# Praise & Blame
Praise & Blame è il trentottesimo album in studio del cantante gallese Tom Jones, pubblicato nel 2010.

## Tracce
1. What Good Am I? (Bob Dylan) – 3:51
2. Lord Help (Jessie Mae Hemphill) – 3:41
3. Did Trouble Me (Susan Werner) – 4:15
4. Strange Things (Sister Rosetta Tharpe) – 3:00
5. Burning Hell (Bernard Bessman, John Lee Hooker) – 3:26
6. If I Give My Soul (Billy Joe Shaver) – 3:30
7. Don't Knock (Pops Staples, Wesley Westbrooks) – 2:16
8. Nobody's Fault but Mine (tradizionale) – 3:40
9. Didn't It Rain (tradizionale) – 3:21
10. Ain't No Grave (Claude Ely) – 3:08
11. Run On (tradizionale) – 3:58